# Conospermum acerosum
Conospermum acerosum är en tvåhjärtbladig växtart. Conospermum acerosum ingår i släktet Conospermum och familjen Proteaceae.

## Underarter
Arten delas in i följande underarter:
- C. a. acerosum
- C. a. cuneatum
- C. a. hirsutum